# Bakalanrayung
Bakalanrayung is een bestuurslaag in het regentschap Jombang van de provincie Oost-Java, Indonesië. Bakalanrayung telt 2783 inwoners (volkstelling 2010).